# Bahnstrecke Wicklesgreuth–Windsbach
| Streckenverlauf |                      |                                             |                                             |
| Streckennummer (DB): | 5253                 |                                             |                                             |
| Kursbuchstrecke (DB): | 922                  |                                             |                                             |
| Kursbuchstrecke: | 420b (1946)          |                                             |                                             |
| Streckenlänge: | 11,8 km              |                                             |                                             |
| Spurweite: | 1435 mm (Normalspur) |                                             |                                             |
| Streckengeschwindigkeit: | 60 km/h              |                                             |                                             |
| Zugbeeinflussung: | PZB                  |                                             |                                             |
| |                      |                                             |                                             |
| \| \| \| von Crailsheim \| \| \| \| 0,000 \| Wicklesgreuth \| 460 m \| \| \| \| nach Nürnberg Hbf \| \| \| \| 2,600 \| Rheinische Kunststoffwerke (Anst) \| Rheinische Kunststoffwerke (Anst) \| \| \| 2,844 \| Petersaurach (ehem. Bf) \| 445 m \| \| \| \| Bundesautobahn 6 \| \| \| \| 4,700 \| Altendettelsau (Bedarfshalt, 1900–1922) \| Altendettelsau (Bedarfshalt, 1900–1922) \| \| \| \| Muna Neuendettelsau (Anst) \| \| \| \| 6,670 \| Neuendettelsau (ehem. Bf) \| 441 m \| \| \| 9,000 \| Wernsbach (Bedarfshalt, bis 24. Sept. 1989) \| Wernsbach (Bedarfshalt, bis 24. Sept. 1989) \| \| \| 11,773 \| Windsbach (ehem. Bf) \| 389 m \| \| \| \| \| \| \| Quellen: [1][2][3] \| \| \| \| |                      |                                             |                                             |
| Strecke |                      | von Crailsheim                              | von Crailsheim                              |
| Bahnhof | 0,000                | Wicklesgreuth                               | 460 m                                       |
| Abzweig geradeaus und nach links |                      | nach Nürnberg Hbf                           | nach Nürnberg Hbf                           |
| Abzweig geradeaus und ehemals nach rechts | 2,600                | Rheinische Kunststoffwerke (Anst)           | Rheinische Kunststoffwerke (Anst)           |
| Haltepunkt / Haltestelle | 2,844                | Petersaurach (ehem. Bf)                     | 445 m                                       |
| Strecke mit Straßenbrücke |                      | Bundesautobahn 6                            | Bundesautobahn 6                            |
| ehemaliger Haltepunkt / Haltestelle | 4,700                | Altendettelsau (Bedarfshalt, 1900–1922)     | Altendettelsau (Bedarfshalt, 1900–1922)     |
| Abzweig geradeaus und ehemals von rechts |                      | Muna Neuendettelsau (Anst)                  | Muna Neuendettelsau (Anst)                  |
| Haltepunkt / Haltestelle | 6,670                | Neuendettelsau (ehem. Bf)                   | 441 m                                       |
| ehemaliger Haltepunkt / Haltestelle | 9,000                | Wernsbach (Bedarfshalt, bis 24. Sept. 1989) | Wernsbach (Bedarfshalt, bis 24. Sept. 1989) |
| Haltepunkt / Haltestelle Streckenende | 11,773               | Windsbach (ehem. Bf)                        | 389 m                                       |
| |                      |                                             |                                             |
| Quellen: |                      |                                             |                                             |

Die Bahnstrecke Wicklesgreuth–Windsbach, im Volksmund auch Löhe-Express genannt, ist eine eingleisige, nicht elektrifizierte Nebenbahn in Bayern. Sie zweigt in  Wicklesgreuth von der Bahnstrecke Nürnberg–Crailsheim ab und führt nach Windsbach.

## Geschichte
Die technische Abnahme der Strecke erfolgte am 24. November 1894, Prinzregent Luitpold gab am 27. November 1894 die Genehmigung zur Betriebsaufnahme, die am 1. Dezember 1894 offiziell erfolgte.
Anfangs fuhren nur drei Zugpaare, mit 2. und 3. Klasse, während des Zweiten Weltkrieges wurde ein Notbetrieb aufrechterhalten. Mangels Konkurrenz wurden alle Güter mit der Bahn befördert, beispielsweise auch lebende Tiere in speziellen „Viehwagen“. An allen Bahnhöfen gab es Güterabfertigungen, an denen man Pakete aufgeben und abholen konnte und „Freiladegleise“, zum Be- und Entladen ganzer Güterwagen.

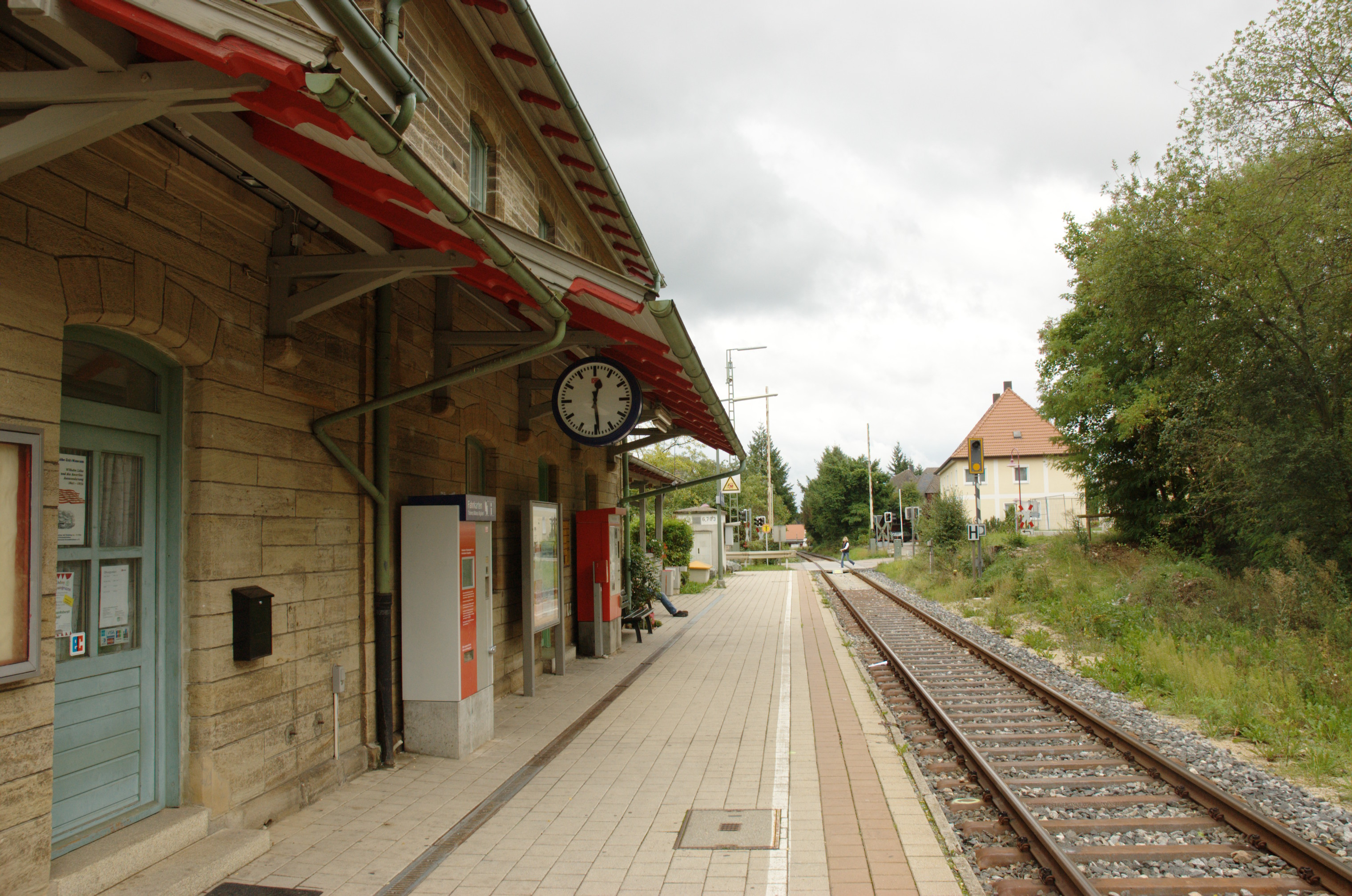
Bahnhof Neuendettelsau

Im Laufe der Jahre wurden an die eingleisigen Bahnlinie immer wieder Erweiterungen der Gleisanlagen angebaut. So gab es in allen Orten mindestens ein Ladegleis mit einer Laderampe, verschiedene Firmenanschlüsse, zum Beispiel in Petersaurach an die Rheinischen Kunststoffwerke. In Neuendettelsau gab es insgesamt die größte Ausdehnung mit zwölf Weichen im Bahnhofsbereich. Dazu zählten auch die Anschlussgleise für die dortige Munitionsanstalt (Muna), sowie die Fäkalienanlage zu Anfang des 20. Jahrhunderts. Der Endbahnhof Windsbach hatte einen zweiständigen Lokschuppen, wo die Lokomotiven über Nacht abgestellt werden konnten. Zudem wurde dort immer eine Reservelok vorgehalten. In beiden Weltkriegen gab es eingeschränkte Fahrpläne, mit denen ein Notbetrieb zur Versorgung der Bevölkerung aufrechterhalten wurde.
Seit dem 27. September 1987 ist die Strecke in den Verkehrsverbund Großraum Nürnberg als Regionalbahnlinie RB 91 integriert.
Den Personenverkehr wickeln seit 2000 Dieseltriebwagen der Baureihe 642 ab, welche etwa im Stundentakt verkehren. Güterverkehr findet nicht mehr statt; bis 1996 wurden noch die Rheinischen Kunststoffwerke in Petersaurach im Güterverkehr bedient. Das Gleis in das Werk hinein liegt noch, allerdings wurde die Weiche (als letzte an der Strecke) 2008 ausgebaut.
In Neuendettelsau gibt es noch einen Fahrkartenschalter, nämlich ein Reisezentrum, das montags bis mittwochs von 8:00 bis 12:00 Uhr sowie donnerstags und freitags von 13:00 bis 17:00 Uhr geöffnet hat.
Die Strecke ist (Stand: 2019) weitgehend mit 60 km/h befahrbar, im Bereich des Haltepunktes Windsbach mit 30 km/h. Geschwindigkeitseinbrüche auf bis zu 20 km/h bestehen an mehreren Bahnübergängen. Die Strecke wird von zwei Basisstationen mit GSM-R versorgt.
Mitte Dezember 2015 gab die Bayerische Eisenbahngesellschaft bekannt, die Verkehre im „Dieselnetz Nürnberg“ erneut an DB Regio zu vergeben. Der formale Zuschlag erfolgte am 4. Januar 2016. Ab Juni 2019 wurde deshalb die Strecke Wicklesgreuth–Windsbach in das „Dieselnetz Nürnberg“ integriert. Der Vertrag läuft bis Juni 2031. Seit 12. Dezember 2021 wird auf der Strecke ein Stundentakt auch am Wochenende angeboten.